# آپولو بیچ (فلوریدا)
آپولو بیچ (به انگلیسی: Apollo Beach) یک منطقهٔ مسکونی در ایالات متحده آمریکا است که در شهرستان هیلزبرو، فلوریدا واقع شده‌است. آپولو بیچ ۵۷٫۷ کیلومتر مربع مساحت و ۱۴٬۰۵۵ نفر جمعیت دارد و ۱ متر بالاتر از سطح دریا واقع شده‌است.